# Kanuhuraa (Lhaviyani)
Pour les articles homonymes, voir Kanuhuraa.
Kanuhuraa est une petite île inhabitée des Maldives. Elle constitue une des îles-hôtel des Maldives en accueillant depuis 2002 le One & Only Kanuhuraa.

## Géographie
Kanuhuraa est située dans le centre des Maldives, dans le Nord de l'atoll Faadhippolhu, dans la subdivision de Lhaviyani.